# Castillo de Torreparedones
El castillo de Torreparedones, localizado en plena campiña cordobesa, en concreto en los términos municipales de Baena y Castro del Río (Córdoba, España), responde al tipo de fortaleza medieval de planta simple, cuadrada y con torreones en las esquinas. Los primeros datos de las fuentes hacen referencia al siglo XIII, momento en el que se documenta uno de los cambios de propiedad, mientras que el último documentado es ya del siglo XV.
Esta fortificación se encuentra inserta dentro del yacimiento de Torreparedones, cuyo origen se remonta a época calcolítica, desarrollándose hasta época medieval, con algunos hiatos.

## Descripción
Este castillo presenta planta de forma cuadrada, con muros de mampostería, realizados con piedras labradas dispuestas en hileras fundamentalmente a tizón. Las esquinas se refuerzan con torres cuadradas, en general macizas en su base y con cámaras abovedadas en su parte superior. La que se conserva en mejor estado es la ubicada en el ángulo sureste. Esta se realiza en la misma fábrica que el resto del castillo, y actualmente se observan en tres de sus caras la apertura de un vano, e internamente consta de dos cuerpos, en este caso el inferior no es macizo, sino que se hallan dos estancias con restos de una bóveda baída encofrada de mortero como cubierta.
Por otro lado solo se destaca la presencia de un aljibe abovedado en el interior del recinto, en concreto en el patio de armas, mientras que al exterior el castillo en sí mismo se refuerza con una línea de muralla, realizada en mampostería con piedras más o menos regulares y unidas con mortero.

## Historia
En cuanto a los datos históricos, las fuentes hablan de que dicho castillo tuvo población árabe y cristiana hasta 1386. En el año 1269 Alfonso X el Sabio lo dona, gracias a los servicios prestados, a Fernán Alonso de Lastres, alcalde de Baena, pero posteriormente el hijo de éste lo vende al señor de Espejo y Castro el Viejo para pagar su rescate. Otra fecha puntual es el año 1328, en el que se tiene constancia de que el Consejo de Córdoba solicita que deje de estar en las manos de Pedro Díaz de Aguayo, momento en el que pasa a estar bajo la protección del alguacil mayor de Córdoba, Fernández Álvarez.
Los últimos datos históricos indican que a mediados del siglo XV Luis Portocarrero, señor de Palma, lo toma en nombre de Enrique IV de Castilla, pasando a manos de este último formalmente en el año 1469.

## Conservación
Entre los años 2011 y 2015 se acometieron diferentes fases de restauración en el recinto principal del castillo, acometidas por el arquitecto y restaurador José Manuel Reyes Alcalá, que recuperó torre del castillo y la hizo visitable al público, a la vez que se dispuso un mirador en la cubierta con vistas al yacimiento y a la campiña.
En años posteriores se continuaron los trabajos de excavación y consolidación del recinto oriental, dirigidas por el arquitecto José Manuel Reyes Alcalá, lo que permitió conocer la poliorcética, morfología edilicia y técnicas constructivas empleadas en las diferentes etapas de este castillo y acometer las obras necesarias para preservar este monumento.